# 플라마트역
플라마트역(독일어: Bahnhof Flamatt)은 스위스 프리부르주에 있는 뷘네빌-플라마트 지자체에 있는 기차역이다. 젠제탈반의 표준궤 플라마트-라우펜선과 스위스 연방 철도의 로잔-베른선이 만나는 지점에 있다.

## 운행편
2020년 12월 시간표 변경에 따라 다음 서비스가 플라마트에서 정차한다.
- 베른 S-반 :
  - S1: 프리부르와 툰 사이를 30분 간격으로 운행한다.
  - S2: 라우펜 BE와 랑나우 사이를 30분 간격으로 운행